# Сергеев, Всеволод Павлович

Могила Сергеева на Восточном кладбище Минска

Всеволод Павлович Сергеев (5.5.1917, с. Родничок — 11.6.1984, Минск) — командир звена авиационного полка, участник Великой Отечественной войны, Герой Советского Союза.

## Биография
Родился 22 апреля 1917 года в селе Родничок ныне Балашовского района Саратовской области.
С 1942 года участник Великой Отечественной войны. Выполнял задания командования в тылу противника.
Представлен к награждению званием Героя Советского Союза за «98 боевых вылетов на разведку военных объектов противника в глубоком тылу и проявленные при этом доблесть и мужество». Указом Президиума Верховного Совета СССР «О присвоении звания Героя Советского Союза офицерскому составу военно-воздушных сил Красной Армии» от 4 февраля 1944 года за «образцовое выполнение боевых заданий командования на фронте борьбы с немецкими захватчиками и проявленные при этом отвагу и геройство» с вручением ордена Ленина и медали «Золотая Звезда».
Жил в Минске. Умер 11 июня 1984 года.

## Награды
- Медаль «Золотая Звезда» (04.02.1944);
- орден Ленина (04.02.1944);
- два ордена Красного Знамени (03.12.1944, 09.03.1956);
- орден Отечественной войны 2-й степени (30.07.1943);
- три ордена Красной Звезды (06.11.1943, 03.11.1953, 04.06.1955);
- медали, в том числе:
  - медаль «За боевые заслуги» (20.06.1949);
  - медаль «За взятие Будапешта»;
  - медаль «За взятие Вены».